# Bauer Taxicab Manufacturing Company
Bauer Taxicab Manufacturing Company war ein US-amerikanischer Hersteller von Automobilen.

## Unternehmensgeschichte
Perry Bauer, Price E. Hertz und A. L. Belle Isle, der im Taxigeschäft tätig war, gründeten 1925 das Unternehmen. Der Sitz war in Chicago in Illinois. Sie begannen mit der Produktion von Automobilen. Der Markenname lautete Bauer. Im Februar 1927 begann die Insolvenz. Die Produktion endete daraufhin.
Es bestand keine Verbindung zur Bauer Machine Works Company, die den gleichen Markennamen verwendete.

## Fahrzeuge
Die Autos wurden als Taxis eingesetzt. Ein Vierzylindermotor von Buda trieb die Fahrzeuge an. Das Fahrgestell hatte 292 cm Radstand. Ungewöhnlich war die Türenanordnung der Limousine. Eine Tür, die nicht von innen zu öffnen war, führte zum hinteren Fahrgastraum. Eine weitere Tür war vorne auf der Beifahrerseite angebracht und an der B-Säule angeschlagen. Sie sollte den Ein- und Ausstieg nach hinten ermöglichen, ohne andere Fahrgäste zu belästigen.